# Lista de vice-presidentes dos Estados Unidos

Selo do vice-presidente

O cargo de vice-presidente dos Estados Unidos já foi ocupado por 49 pessoas diferentes, com o primeiro sendo John Adams e o mais recente J. D. Vance, atualmente em exercício. Originalmente, o vice-presidente era a pessoa que recebia o segundo maior número de votos para Presidente no Colégio Eleitoral. Entretanto, um empate entre Thomas Jefferson e Aaron Burr na eleição de 1800 levou a escolha do presidente para a Câmara dos Representantes. Para evitar que o mesmo ocorresse novamente, a Décima Segunda Emenda foi adicionada à Constituição, criando o sistema atual onde os eleitores votam separadamente para presidente e vice-presidente.
O vice-presidente tem poucos poderes e funções explícitas pela Constituição. Sua função primária é suceder ao presidente caso ele morra, renuncie ou seja afastado judicialmente. Nove vice-presidentes já ascenderam à presidência dessa maneira: oito através da morte do presidente e um pela renúncia. Além disso, o vice-presidente é o presidente do Senado e pode escolher dar o voto de desempate em decisões realizadas pelos senadores. Vice-presidentes já usaram esse poder de diversas maneiras no passar dos anos.
Antes da aceitação da Vigésima Quinta Emenda, uma vacância não poderia ser substituída até a eleição seguinte. Tais situações eram comuns; dezesseis ocorreram antes da emenda ser ratificada – resultado de sete mortes (George Clinton, Elbridge Gerry, William R. King, Henry Wilson, Thomas A. Hendricks, Garret Hobart e James S. Sherman), uma renúncia (John C. Calhoun para concorrer ao Congresso) e oito casos do vice-presidente ascendendo até a presidência (John Tyler, Millard Fillmore, Andrew Johnson, Chester A. Arthur, Theodore Roosevelt, Calvin Coolidge, Harry S. Truman e Lyndon B. Johnson). Essa emenda permitiu que o cargo vago fosse preenchido por nomeação do presidente e confirmação pelas duas câmaras do Congresso dos Estados Unidos. Desde então, dois vice-presidentes foram nomeados dessa maneira, Gerald Ford em 1973 e Nelson Rockefeller em 1974.

## Vice-presidentes
| Nº                                                        | Vice-presidente                                           | Vice-presidente                                           | Início do mandato                                         | Partido                                                   | Partido                                                   | Presidente             | Eleição       | Refs              |
| --------------------------------------------------------- | --------------------------------------------------------- | --------------------------------------------------------- | --------------------------------------------------------- | --------------------------------------------------------- | --------------------------------------------------------- | ---------------------- | ------------- | ----------------- |
| 1                                                         | Retrato de John Adams.                                    | John Adams                                                | 21 de abril de 1789 – 4 de março de 1797                  |                                                           | Pró-Administração                                         | George Washington      | 1788-89       | [ 3 ] [ 4 ] [ 5 ] |
| 1                                                         | Retrato de John Adams.                                    | John Adams                                                | 21 de abril de 1789 – 4 de março de 1797                  |                                                           | Federalista                                               | George Washington      | 1792          | [ 3 ] [ 4 ] [ 5 ] |
| 2                                                         |                                                           | Thomas Jefferson                                          | 4 de março de 1797 – 4 de março de 1801                   |                                                           | Democrata-Republicano                                     | John Adams             | 1796          | [ 6 ] [ 7 ]       |
| 3                                                         |                                                           | Aaron Burr                                                | 4 de março de 1801 – 4 de março de 1805                   |                                                           | Democrata-Republicano                                     | Thomas Jefferson       | 1800          | [ 8 ] [ 9 ]       |
| 4                                                         |                                                           | George Clinton                                            | 4 de março de 1805 – 20 de abril de 1812                  |                                                           | Democrata-Republicano                                     | Thomas Jefferson       | 1804          | [ 10 ] [ 11 ]     |
| 4                                                         | James Madison                                             | George Clinton                                            | 4 de março de 1805 – 20 de abril de 1812                  | 1808                                                      | Democrata-Republicano                                     |                        |               | [ 10 ] [ 11 ]     |
| Vago entre 20 de março de 1812 e 4 de março de 1813       | James Madison                                             |                                                           |                                                           | 1808                                                      |                                                           |                        |               |                   |
| 5                                                         | James Madison                                             |                                                           | Elbridge Gerry                                            | 4 de março de 1813 – 23 de novembro de 1814               |                                                           | Democrata-Republicano  | 1812          | [ 12 ] [ 13 ]     |
| Vago entre 23 de novembro de 1814 e 4 de março de 1817    | James Madison                                             |                                                           |                                                           |                                                           |                                                           |                        | 1812          |                   |
| 6                                                         |                                                           | Daniel D. Tompkins                                        | 4 de março de 1817 – 4 de março de 1825                   |                                                           | Democrata-Republicano                                     | James Monroe           | 1816          | [ 14 ] [ 15 ]     |
| 6                                                         | 1820                                                      | Daniel D. Tompkins                                        | 4 de março de 1817 – 4 de março de 1825                   |                                                           | Democrata-Republicano                                     | James Monroe           |               | [ 14 ] [ 15 ]     |
| 7                                                         |                                                           | John C. Calhoun                                           | 4 de março de 1825 – 28 de dezembro de 1832               |                                                           | Democrata-Republicano                                     | John Quincy Adams      | 1824          | [ 16 ] [ 17 ]     |
| 7                                                         |                                                           | John C. Calhoun                                           | 4 de março de 1825 – 28 de dezembro de 1832               | Partido Nullifier                                         | Andrew Jackson                                            | 1828                   |               | [ 16 ] [ 17 ]     |
| Vago entre 28 de dezembro de 1832 e 4 de março de 1833    |                                                           |                                                           |                                                           |                                                           | Andrew Jackson                                            | 1828                   |               |                   |
| 8                                                         |                                                           | Martin Van Buren                                          | 4 de março de 1833 – 4 de março de 1837                   |                                                           | Andrew Jackson                                            | Democrata              | 1832          | [ 18 ] [ 19 ]     |
| 9                                                         |                                                           | Richard Mentor Johnson                                    | 4 de março de 1837 – 4 de março de 1841                   |                                                           | Democrata                                                 | Martin Van Buren       | 1836          | [ 20 ] [ 21 ]     |
| 10                                                        |                                                           | John Tyler                                                | 4 de março de 1841 – 4 de abril de 1841                   |                                                           | Whig                                                      | William Henry Harrison | 1840          | [ 22 ] [ 23 ]     |
| Vago entre 4 de abril de 1841 e 4 de março de 1845        | Vago entre 4 de abril de 1841 e 4 de março de 1845        | Vago entre 4 de abril de 1841 e 4 de março de 1845        | Vago entre 4 de abril de 1841 e 4 de março de 1845        | Vago entre 4 de abril de 1841 e 4 de março de 1845        | Vago entre 4 de abril de 1841 e 4 de março de 1845        | John Tyler             | 1840          |                   |
| 11                                                        |                                                           | George M. Dallas                                          | 4 de março de 1845 – 4 de março de 1849                   |                                                           | Democrata                                                 | James K. Polk          | 1844          | [ 24 ] [ 25 ]     |
| 12                                                        |                                                           | Millard Fillmore                                          | 4 de março de 1849 – 9 de junho de 1850                   |                                                           | Whig                                                      | Zachary Taylor         | 1848          | [ 26 ] [ 27 ]     |
| Vago entre 9 de junho de 1850 e 4 de março de 1853        | Vago entre 9 de junho de 1850 e 4 de março de 1853        | Vago entre 9 de junho de 1850 e 4 de março de 1853        | Vago entre 9 de junho de 1850 e 4 de março de 1853        | Vago entre 9 de junho de 1850 e 4 de março de 1853        | Vago entre 9 de junho de 1850 e 4 de março de 1853        | Millard Fillmore       | 1848          |                   |
| 13                                                        |                                                           | William R. King                                           | 4 de março de 1853 – 18 de abril de 1853                  |                                                           | Democrata                                                 | Franklin Pierce        | 1852          | [ 28 ] [ 29 ]     |
| Vago entre 18 de abril de 1853 e 4 de março de 1857       |                                                           |                                                           |                                                           |                                                           |                                                           | Franklin Pierce        | 1852          |                   |
| 14                                                        |                                                           | John C. Breckinridge                                      | 4 de março de 1857 – 4 de março de 1861                   |                                                           | Democrata                                                 | James Buchanan         | 1856          | [ 30 ] [ 31 ]     |
| 15                                                        |                                                           | Hannibal Hamlin                                           | 4 de março de 1861 – 4 de março de 1865                   |                                                           | Republicano                                               | Abraham Lincoln        | 1860          | [ 32 ] [ 33 ]     |
| 16                                                        |                                                           | Andrew Johnson                                            | 4 de março de 1865 – 15 de abril de 1865                  |                                                           | União Nacional                                            | Abraham Lincoln        | 1864          | [ 34 ] [ 35 ]     |
| Vago entre 15 de abril de 1865 e 4 de março de 1869       | Vago entre 15 de abril de 1865 e 4 de março de 1869       | Vago entre 15 de abril de 1865 e 4 de março de 1869       | Vago entre 15 de abril de 1865 e 4 de março de 1869       | Vago entre 15 de abril de 1865 e 4 de março de 1869       | Vago entre 15 de abril de 1865 e 4 de março de 1869       | Andrew Johnson         | 1864          |                   |
| 17                                                        |                                                           | Schuyler Colfax                                           | 4 de março de 1869 – 4 de março de 1873                   |                                                           | Republicano                                               | Ulysses S. Grant       | 1868          | [ 36 ] [ 37 ]     |
| 18                                                        |                                                           | Henry Wilson                                              | 4 de março de 1873 – 22 de novembro de 1875               |                                                           | Republicano                                               | Ulysses S. Grant       | 1872          | [ 38 ] [ 39 ]     |
| Vago entre 22 de novembro de 1975 e 4 de março de 1877    |                                                           |                                                           |                                                           |                                                           |                                                           | Ulysses S. Grant       | 1872          |                   |
| 19                                                        |                                                           | William A. Wheeler                                        | 4 de março de 1877 – 4 de março de 1881                   |                                                           | Republicano                                               | Rutherford B. Hayes    | 1876          | [ 40 ] [ 41 ]     |
| 20                                                        |                                                           | Chester A. Arthur                                         | 4 de março de 1881 – 19 de setembro de 1881               |                                                           | Republicano                                               | James A. Garfield      | 1880          | [ 42 ] [ 43 ]     |
| Vago entre 19 de setembro de 1881 e 4 de março de 1885    | Vago entre 19 de setembro de 1881 e 4 de março de 1885    | Vago entre 19 de setembro de 1881 e 4 de março de 1885    | Vago entre 19 de setembro de 1881 e 4 de março de 1885    | Vago entre 19 de setembro de 1881 e 4 de março de 1885    | Vago entre 19 de setembro de 1881 e 4 de março de 1885    | Chester A. Arthur      | 1880          |                   |
| 21                                                        |                                                           | Thomas A. Hendricks                                       | 4 de março de 1885 – 25 de novembro de 1885               |                                                           | Democrata                                                 | Grover Cleveland       | 1884          | [ 44 ] [ 45 ]     |
| Vago entre 25 de novembro de 1885 e 4 de março de 1889    |                                                           |                                                           |                                                           |                                                           |                                                           | Grover Cleveland       | 1884          |                   |
| 22                                                        |                                                           | Levi P. Morton                                            | 4 de março de 1889 – 4 de março de 1893                   |                                                           | Republicano                                               | Benjamin Harrison      | 1888          | [ 46 ] [ 47 ]     |
| 23                                                        |                                                           | Adlai Stevenson I                                         | 4 de março de 1893 – 4 de março de 1897                   |                                                           | Democrata                                                 | Grover Cleveland       | 1892          | [ 48 ] [ 49 ]     |
| 24                                                        |                                                           | Garret Hobart                                             | 4 de março de 1897 – 21 de novembro de 1899               |                                                           | Republicano                                               | William McKinley       | 1896          | [ 50 ] [ 51 ]     |
| Vago entre 21 de novembro de 1899 e 4 de março de 1901    |                                                           |                                                           |                                                           |                                                           |                                                           | William McKinley       | 1896          |                   |
| 25                                                        |                                                           | Theodore Roosevelt                                        | 4 de março de 1901 – 14 de setembro de 1901               |                                                           | Republicano                                               | William McKinley       | 1900          | [ 52 ] [ 53 ]     |
| Vago entre 14 de setembro de 1901 e 4 de março de 1905    | Vago entre 14 de setembro de 1901 e 4 de março de 1905    | Vago entre 14 de setembro de 1901 e 4 de março de 1905    | Vago entre 14 de setembro de 1901 e 4 de março de 1905    | Vago entre 14 de setembro de 1901 e 4 de março de 1905    | Vago entre 14 de setembro de 1901 e 4 de março de 1905    | Theodore Roosevelt     | 1900          |                   |
| 26                                                        |                                                           | Charles W. Fairbanks                                      | 4 de março de 1905 – 4 de março de 1909                   |                                                           | Republicano                                               | Theodore Roosevelt     | 1904          | [ 54 ] [ 55 ]     |
| 27                                                        |                                                           | James S. Sherman                                          | 4 de março de 1909 – 30 de outubro de 1912                |                                                           | Republicano                                               | William Howard Taft    | 1908          | [ 56 ] [ 57 ]     |
| Vago entre 30 de outubro de 1912 e 4 de março de 1913     |                                                           |                                                           |                                                           |                                                           |                                                           | William Howard Taft    | 1908          |                   |
| 28                                                        |                                                           | Thomas R. Marshall                                        | 4 de março de 1913 – 4 de março de 1921                   |                                                           | Democrata                                                 | Woodrow Wilson         | 1912          | [ 58 ] [ 59 ]     |
| 28                                                        | 1916                                                      | Thomas R. Marshall                                        | 4 de março de 1913 – 4 de março de 1921                   |                                                           | Democrata                                                 | Woodrow Wilson         |               | [ 58 ] [ 59 ]     |
| 29                                                        |                                                           | Calvin Coolidge                                           | 4 de março de 1921 – 2 de agosto de 1923                  |                                                           | Republicano                                               | Warren G. Harding      | 1920          | [ 60 ] [ 61 ]     |
| Vago entre 2 de agosto de 1923 e 4 de março de 1925       | Vago entre 2 de agosto de 1923 e 4 de março de 1925       | Vago entre 2 de agosto de 1923 e 4 de março de 1925       | Vago entre 2 de agosto de 1923 e 4 de março de 1925       | Vago entre 2 de agosto de 1923 e 4 de março de 1925       | Vago entre 2 de agosto de 1923 e 4 de março de 1925       | Calvin Coolidge        | 1920          |                   |
| 30                                                        |                                                           | Charles G. Dawes                                          | 4 de março de 1925 – 4 de março de 1929                   |                                                           | Republicano                                               | Calvin Coolidge        | 1924          | [ 62 ] [ 63 ]     |
| 31                                                        |                                                           | Charles Curtis                                            | 4 de março de 1929 – 4 de março de 1933                   |                                                           | Republicano                                               | Herbert Hoover         | 1928          | [ 64 ] [ 65 ]     |
| 32                                                        |                                                           | John Nance Garner                                         | 4 de março de 1933 – 20 de janeiro de 1941                |                                                           | Democrata                                                 | Franklin D. Roosevelt  | 1932          | [ 66 ] [ 67 ]     |
| 32                                                        | 1936                                                      | John Nance Garner                                         | 4 de março de 1933 – 20 de janeiro de 1941                |                                                           | Democrata                                                 | Franklin D. Roosevelt  |               | [ 66 ] [ 67 ]     |
| 33                                                        |                                                           | Henry A. Wallace                                          | 20 de janeiro de 1941 – 20 de janeiro de 1945             |                                                           | Democrata                                                 | Franklin D. Roosevelt  | 1940          | [ 68 ] [ 69 ]     |
| 34                                                        |                                                           | Harry S. Truman                                           | 20 de janeiro de 1945 – 12 de abril de 1945               |                                                           | Democrata                                                 | Franklin D. Roosevelt  | 1944          | [ 70 ] [ 71 ]     |
| Vago entre 12 de abril de 1945 e 20 de janeiro de 1949    | Vago entre 12 de abril de 1945 e 20 de janeiro de 1949    | Vago entre 12 de abril de 1945 e 20 de janeiro de 1949    | Vago entre 12 de abril de 1945 e 20 de janeiro de 1949    | Vago entre 12 de abril de 1945 e 20 de janeiro de 1949    | Vago entre 12 de abril de 1945 e 20 de janeiro de 1949    | Harry S. Truman        | 1944          |                   |
| 35                                                        |                                                           | Alben W. Barkley                                          | 20 de janeiro de 1949 – 20 de janeiro de 1953             |                                                           | Democrata                                                 | Harry S. Truman        | 1948          | [ 72 ] [ 73 ]     |
| 36                                                        |                                                           | Richard Nixon                                             | 20 de janeiro de 1953 – 20 de janeiro de 1961             |                                                           | Republicano                                               | Dwight D. Eisenhower   | 1952          | [ 74 ] [ 75 ]     |
| 36                                                        | 1956                                                      | Richard Nixon                                             | 20 de janeiro de 1953 – 20 de janeiro de 1961             |                                                           | Republicano                                               | Dwight D. Eisenhower   |               | [ 74 ] [ 75 ]     |
| 37                                                        |                                                           | Lyndon B. Johnson                                         | 20 de janeiro de 1961 – 22 de novembro de 1963            |                                                           | Democrata                                                 | John F. Kennedy        | 1960          | [ 76 ] [ 77 ]     |
| Vago entre 22 de novembro de 1963 e 20 de janeiro de 1965 | Vago entre 22 de novembro de 1963 e 20 de janeiro de 1965 | Vago entre 22 de novembro de 1963 e 20 de janeiro de 1965 | Vago entre 22 de novembro de 1963 e 20 de janeiro de 1965 | Vago entre 22 de novembro de 1963 e 20 de janeiro de 1965 | Vago entre 22 de novembro de 1963 e 20 de janeiro de 1965 | Lyndon B. Johnson      | 1960          |                   |
| 38                                                        |                                                           | Hubert Humphrey                                           | 20 de janeiro de 1965 – 20 de janeiro de 1969             |                                                           | Democrata                                                 | Lyndon B. Johnson      | 1964          | [ 78 ] [ 79 ]     |
| 39                                                        |                                                           | Spiro Agnew                                               | 20 de janeiro de 1969 – 10 de outubro de 1973             |                                                           | Republicano                                               | Richard Nixon          | 1968          | [ 80 ] [ 81 ]     |
| 39                                                        | 1972                                                      | Spiro Agnew                                               | 20 de janeiro de 1969 – 10 de outubro de 1973             |                                                           | Republicano                                               | Richard Nixon          |               | [ 80 ] [ 81 ]     |
| Vago entre 10 de outubro de 1973 e 6 de dezembro de 1973  |                                                           |                                                           |                                                           |                                                           |                                                           | Richard Nixon          |               |                   |
| 40                                                        |                                                           | Gerald Ford                                               | 6 de dezembro de 1973 – 9 de agosto de 1974               |                                                           | Republicano                                               | Richard Nixon          | [ 82 ] [ 83 ] |                   |
| Vago entre 10 de outubro de 1973 e 6 de dezembro de 1973  | Vago entre 10 de outubro de 1973 e 6 de dezembro de 1973  | Vago entre 10 de outubro de 1973 e 6 de dezembro de 1973  | Vago entre 10 de outubro de 1973 e 6 de dezembro de 1973  | Vago entre 10 de outubro de 1973 e 6 de dezembro de 1973  | Vago entre 10 de outubro de 1973 e 6 de dezembro de 1973  | Gerald Ford            |               |                   |
| 41                                                        |                                                           | Nelson Rockefeller                                        | 19 de dezembro de 1974 – 20 de janeiro de 1977            |                                                           | Republicano                                               | Gerald Ford            | [ 84 ] [ 85 ] |                   |
| 42                                                        |                                                           | Walter Mondale                                            | 20 de janeiro de 1977 – 20 de janeiro de 1981             |                                                           | Democrata                                                 | Jimmy Carter           | 1976          | [ 86 ] [ 87 ]     |
| 43                                                        |                                                           | George H. W. Bush                                         | 20 de janeiro de 1981 – 20 de janeiro de 1989             |                                                           | Republicano                                               | Ronald Reagan          | 1980          | [ 88 ] [ 89 ]     |
| 43                                                        | 1984                                                      | George H. W. Bush                                         | 20 de janeiro de 1981 – 20 de janeiro de 1989             |                                                           | Republicano                                               | Ronald Reagan          |               | [ 88 ] [ 89 ]     |
| 44                                                        |                                                           | Dan Quayle                                                | 20 de janeiro de 1989 – 20 de janeiro de 1993             |                                                           | Republicano                                               | George H. W. Bush      | 1988          | [ 90 ] [ 91 ]     |
| 45                                                        |                                                           | Al Gore                                                   | 20 de janeiro de 1993 – 20 de janeiro de 2001             |                                                           | Democrata                                                 | Bill Clinton           | 1992          | [ 92 ] [ 93 ]     |
| 45                                                        | 1996                                                      | Al Gore                                                   | 20 de janeiro de 1993 – 20 de janeiro de 2001             |                                                           | Democrata                                                 | Bill Clinton           |               | [ 92 ] [ 93 ]     |
| 46                                                        |                                                           | Dick Cheney                                               | 20 de janeiro de 2001 – 20 de janeiro de 2009             |                                                           | Republicano                                               | George W. Bush         | 2000          | [ 94 ] [ 95 ]     |
| 46                                                        | 2004                                                      | Dick Cheney                                               | 20 de janeiro de 2001 – 20 de janeiro de 2009             |                                                           | Republicano                                               | George W. Bush         |               | [ 94 ] [ 95 ]     |
| 47                                                        |                                                           | Joe Biden                                                 | 20 de janeiro de 2009 – 20 de janeiro de 2017             |                                                           | Democrata                                                 | Barack Obama           | 2008          | [ 96 ]            |
| 47                                                        | 2012                                                      | Joe Biden                                                 | 20 de janeiro de 2009 – 20 de janeiro de 2017             |                                                           | Democrata                                                 | Barack Obama           |               | [ 96 ]            |
| 48                                                        |                                                           | Mike Pence                                                | 20 de janeiro de 2017 – 20 de janeiro de 2021             |                                                           | Republicano                                               | Donald Trump           | 2016          | [ 97 ]            |
| 49                                                        |                                                           | Kamala Harris                                             | 20 de janeiro de 2021 – 20 de janeiro de 2025             |                                                           | Democrata                                                 | Joe Biden              | 2020          | [ 98 ]            |
| 50                                                        |                                                           | J. D. Vance                                               | 20 de janeiro de 2025 – em exercício                      |                                                           | Republicano                                               | Donald Trump           | 2024          | [ 99 ]            |

Legenda:
     Sem partido      Partido Federalista      Partido Democrata-Republicano      Partido Democrata      Partido Whig      Partido Republicano      Partido de União Nacional

## Ex-Vice-presidentes vivos
Atualmente, encontram-se vivos 6 ex-vice-presidentes americanos. O mais recente ex-vice-presidente a falecer foi Walter Mondale (1977-1981), em 19 de abril de 2021.

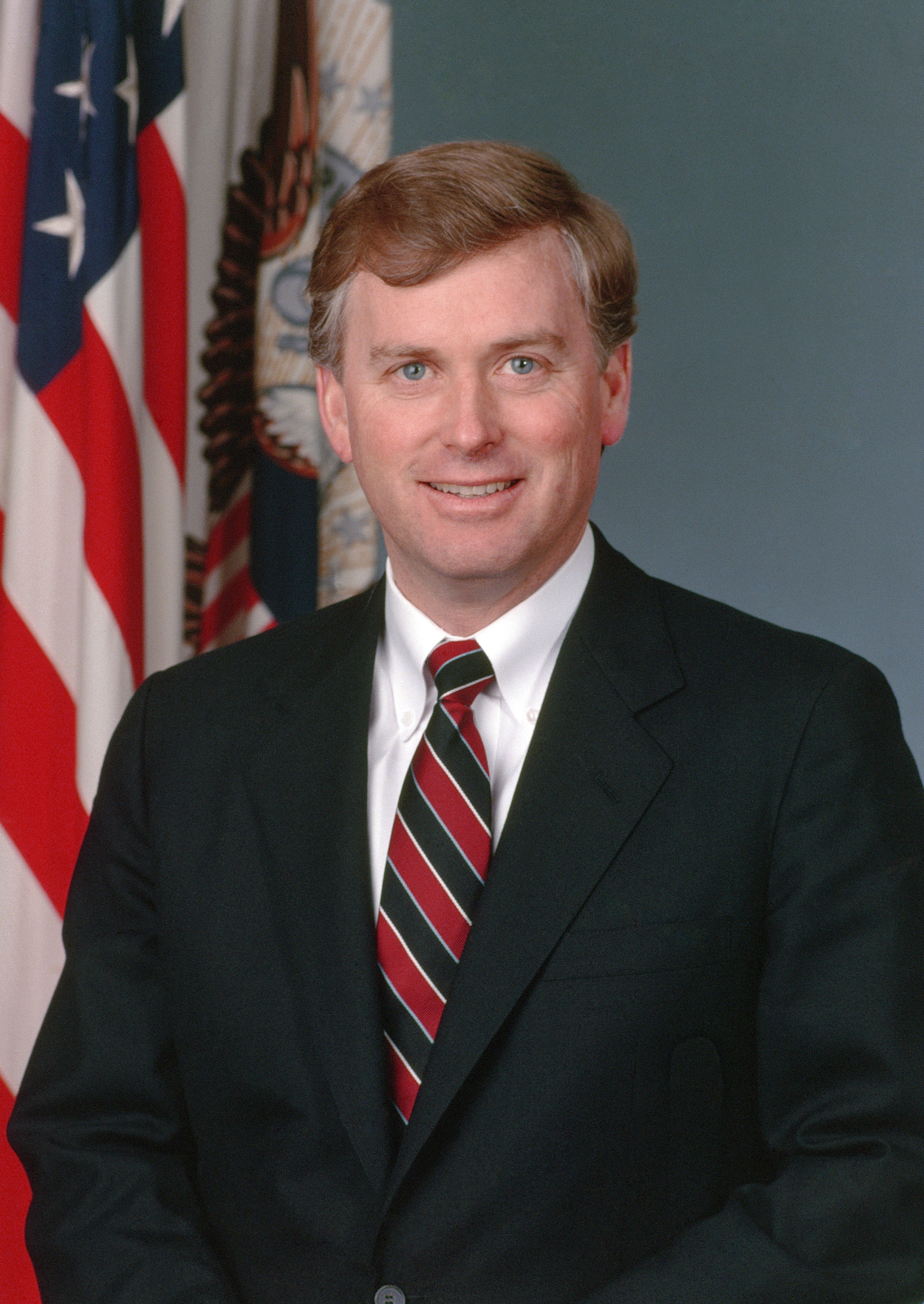
Dan Quayle (1989-1993) Idade: 78 anos
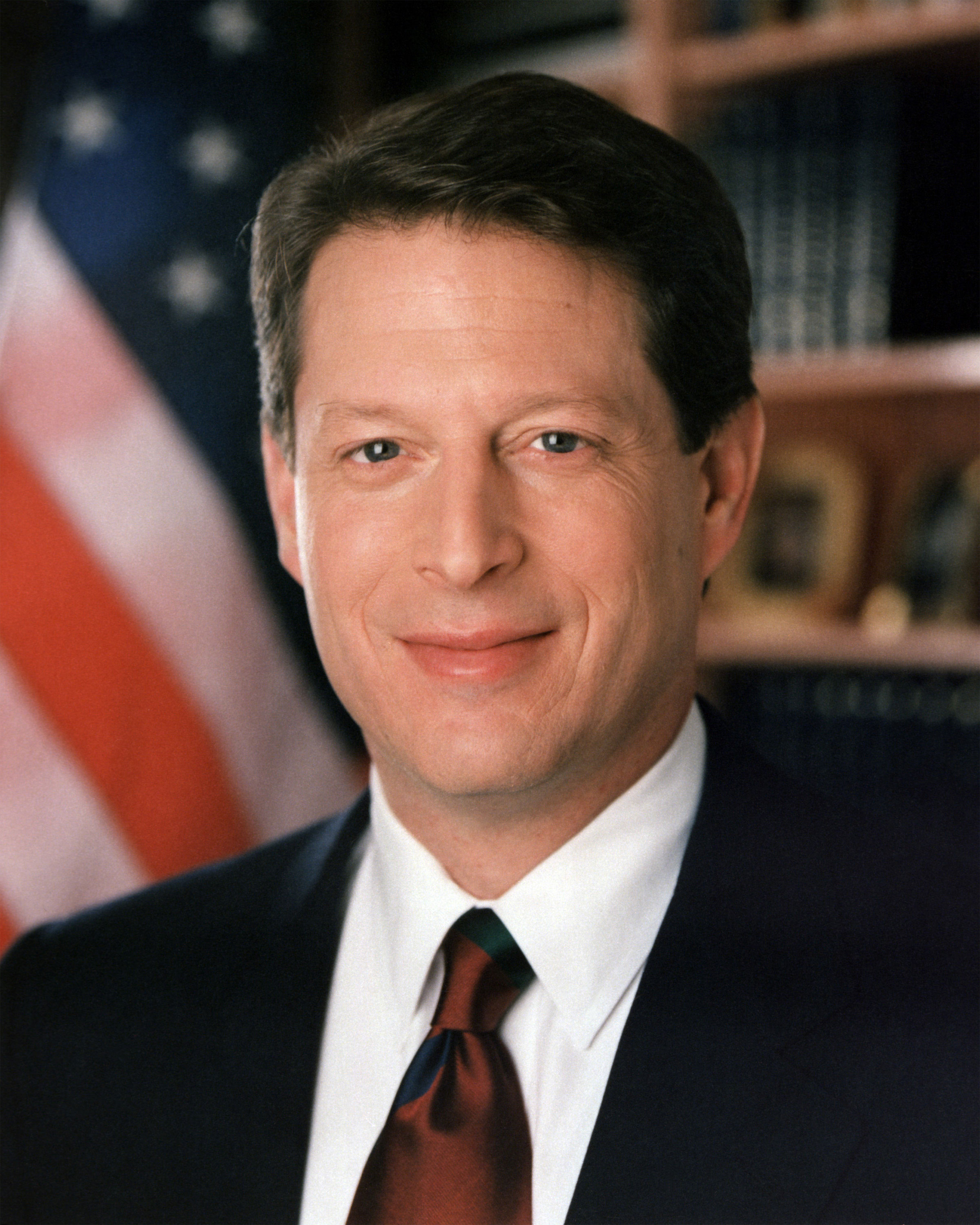
Al Gore (1993-2001) Idade: 77 anos
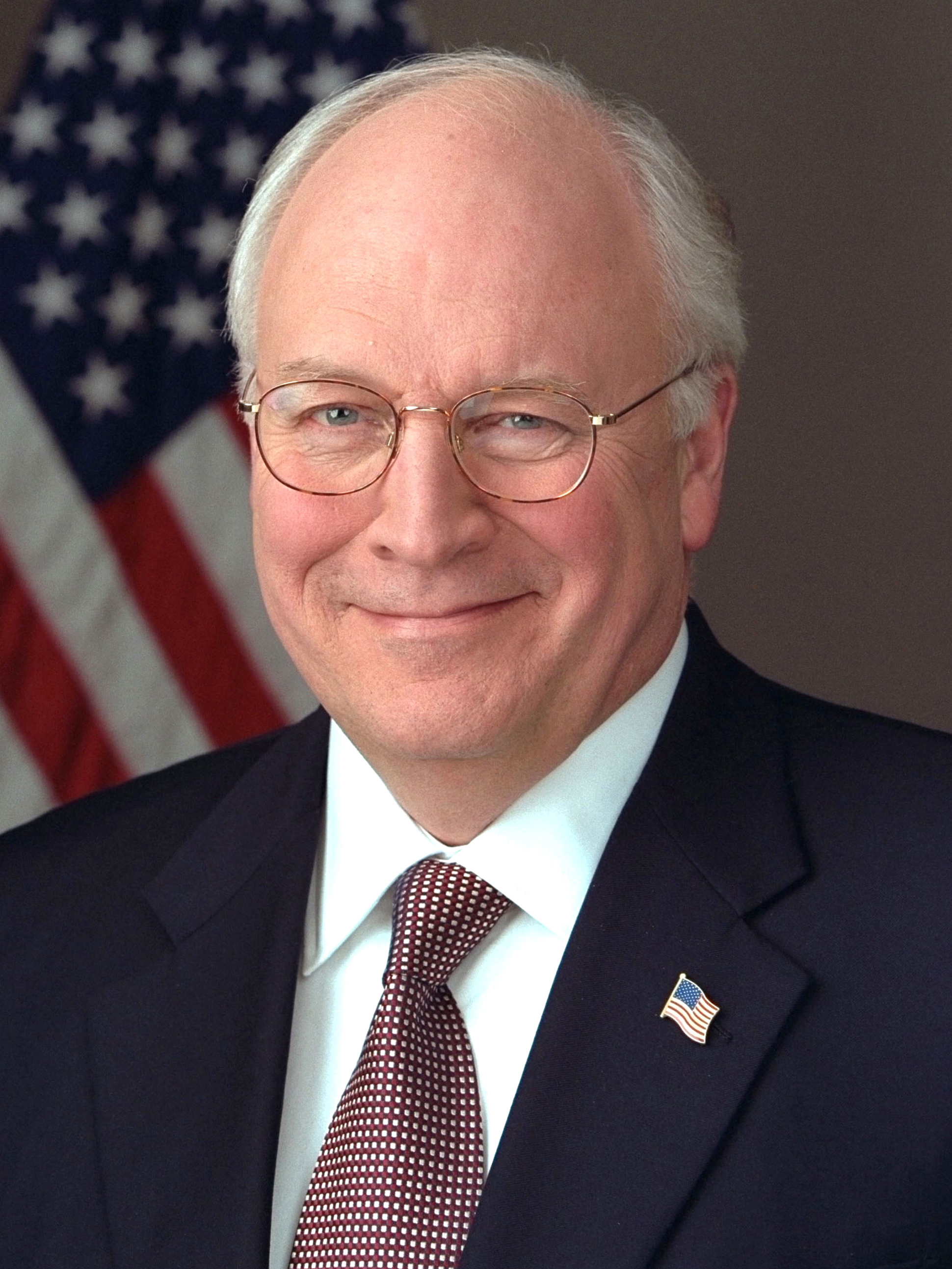
Dick Cheney (2001-2009) Idade: 84 anos
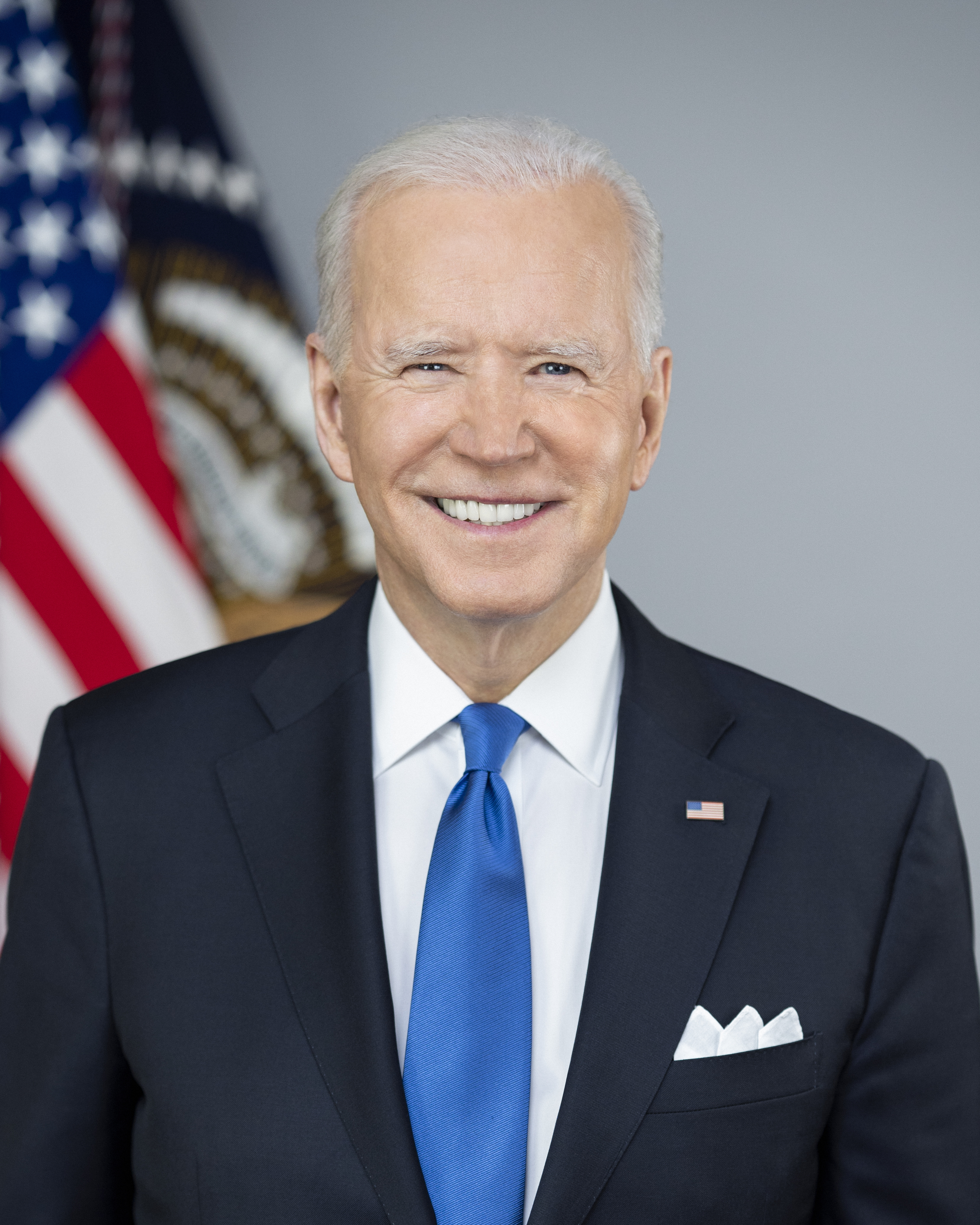
Joe Biden (2009-2017) Idade: 82 anos
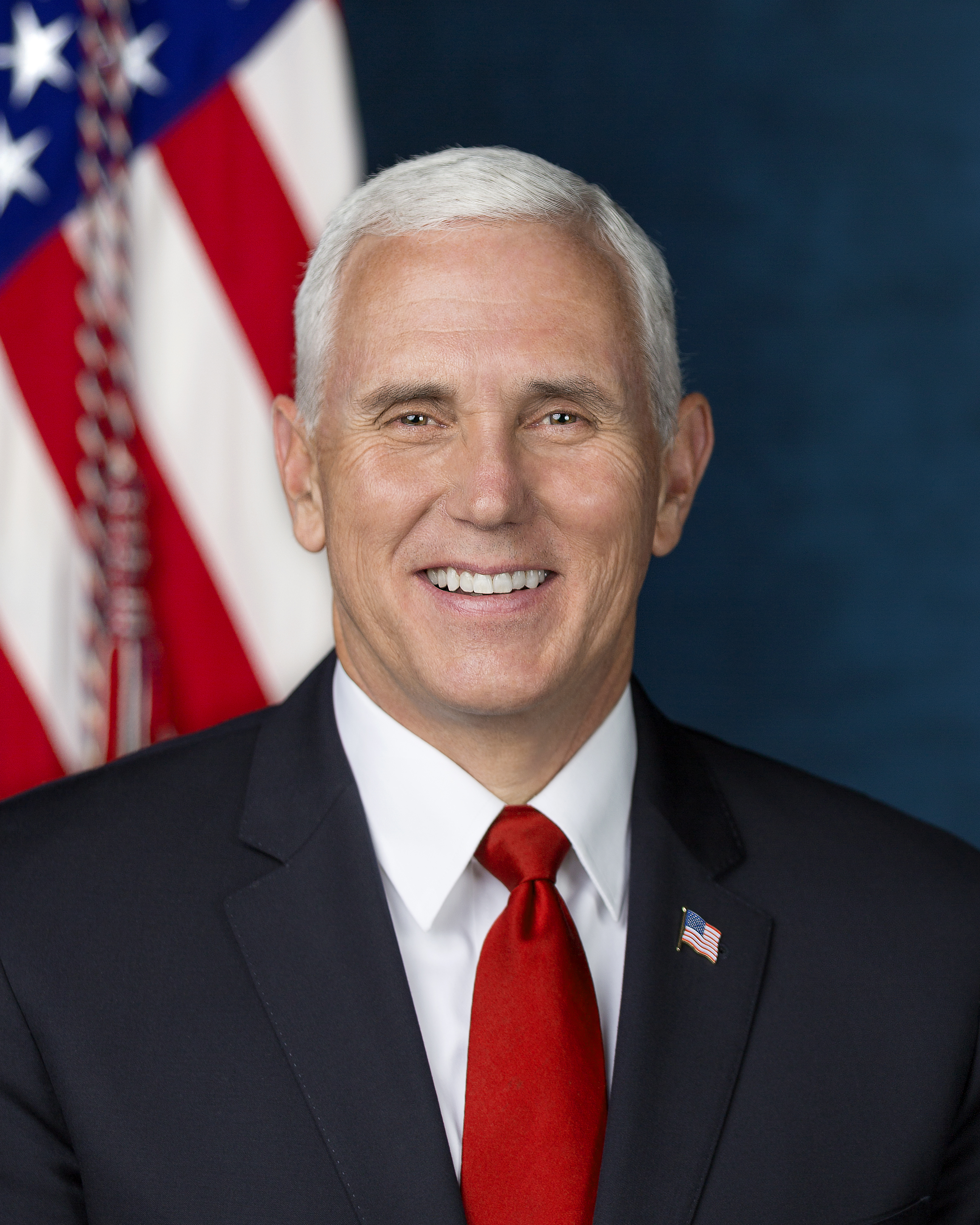
Mike Pence (2017-2021) Idade: 66 anos
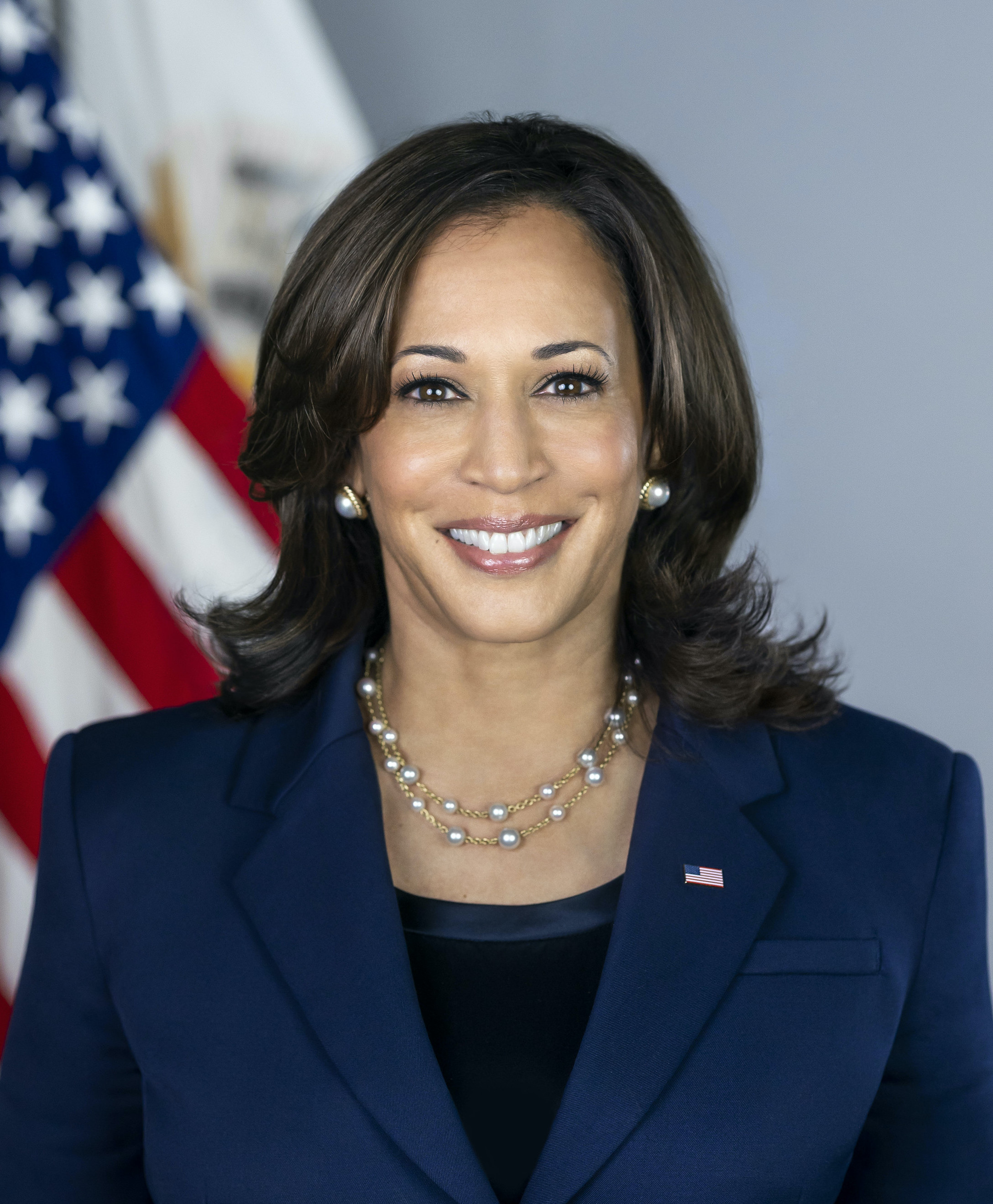
Kamala Harris (2021-2025) Idade: 60 anos